# سیارک ۲۱۸۱۸
سیارک ۲۱۸۱۸ (به انگلیسی: 21818 Yurkanin، نامگذاری:1999TJ32) بیست و یک هزار و هشتصد و هجدهمین سیارک کشف شده‌است که در ۴ اکتبر ۱۹۹۹ کشف شد.
قدر مطلق سیارک برابر ۱۹.۵ است.